# Адам Смит
Адам Смит (Керколди, 16. јун 1723 – Единбург, 17. јул 1790) био је шкотски економиста и етичар. У свом делу „Богатство народа“ објављеном 1776. године унео је нове идеје којима је истицана природна слобода појединаца. Тај либерализам који је заговарао био је потпуна супротност државној контроли коју су заговарали меркантилисти.
Уз Давида Рикардоа најпознатији је представник енглеске класичне политичке економије. Смит држи да право богатство не лежи у новцу, како су тврдили меркантилисти, него у корисном раду, раду који ствара прометне вредности. Изразити је присталица економскога либерализма, који прихвата и развија теорију радне вредности, иако сматра да она вреди само за преткапиталистичку привреду.
Адам Смит изучава унутрашњу повезаност економских категорија, али без обзира на његове дубоке анализе појединих етапа у капиталистичкој производњи, показује неразумијевање за неке битне карактеристике сложених облика капитализма и његових иманентних противречности, што није нити чудно с обзиром на стадијум развоја капитализма у то време пре индустријске револуције. Што развој капитализма постаје сложенији и супротности оштрије, Смитова теорија постаје све више пуки опис појава и изражава све више односе у њиховом привидном, спољном изгледу.
Смитову теорију је веома важно посматрати у контексту времена у којем је настала, односно економских односа који су обележили претходни временски период - меркантилизам. Темељна Смитова идеја је критика меркантилизма, карактеризираног трговинским монополима осигураним кроз рестриктивне трговинске привилегије (царине, забране трговања, посебне дозволе) појединаца, групација и целих држава - протекционизам. У сврху заштите тих трговачких интереса се, кроз цијели меркантилистички период, отворено употребљавала (и манипулирала) моћ државе и војске (морнарице).
Премда се његова идеја слободног тржишта данас искориштава као подлога (нео)либералног капитализма, Смит није био промотор идеје (нео)либералног капитализма у облику у којем исти данас обележава глобалну економију. То се може ишчитати из низа његових размишљања изнесених у „Богатству нација“.
Иако се Смит се у свом делу бавио искључиво посматрањем чињеница и износио закључке без емотивних пристраности, лако је уочити хуману компоненту за коју природно подразумева да доприноси повећању производности, а тиме и ефикасности економије у целини.

## Биографија
Смит је рођен у граду Керколди, Фајв, Шкотска. Његов отац, који се такође звао, Адам Смит, био је адвокат, државни службеник, те је преминуо 1720, два месеца након рођења Смита, а мајка Маргарета Даглас кћерка локалног земљопоседника је тако рано остала удовица. Иако је тачан датум рођења непознат, зна се да је крштен 16. јуна 1723.  Мало је тачних података о његовом детињству. Џон Реј (1845 – 1915), шкотски новинар и Смитов биограф, бележи да су Смита у добу од четири године отели Цигани, те је након интервенције враћен. Смит је био близак с мајком која је подржавала његове академске амбиције. У Керколду је ишао у школу Burgh School, од 1729. до 1737, која се у то време сматрала једном од најбољих школа тога времена. Тамо је учио латински језик, математику, историју и писање. Започео је да студира на универзитету у Глазгову у добу од 14 година, где је учио етику код Франсиса Хачисона. Ту је Смит развио страст према слободи, разуму и слободном говору.
Добио је стипендију „Snell Exhibition“ 1740. те се преселио да студира у Бејлиол колеџу, Оксфорд. Иако није био задовољан студијем у Оксфорду, добро је искористио бројна дела на полицама њихове тамошње опсежне библиотеке. Оксфорд је напустио 1746, раније него што му је истекла стипендија. Пред крај боравка у Оксфорду почео је трпети нападе дрхтања, вероватно симптом живчаног слома.
Године 1748. почео је са јавним предавањима на универзитету у Единбургу, која је спонзорисало Филозофско друштво Единбурга и која су била врло успешна. Године 1750. упознао је старијег колегу Дејвида Хјума. Године 1751. постао је професор на универзитету у Глазгову, а 1752. примљен је у Филозофско друштво Единбурга.
Пред крај 1763. Чарлс Таунсенд, којег је Смит упознао преко Дејвида Хјума, предложио му је да буде тутор његовом посинку, Хенрију Скоту. Смит је напустио место професора. Како је напустио универзитет на половини започетих предавања, хтио је студентима да надокнади новац, али су то студенти одбили.
У склопу новог посла пратио је Скота на путовањима по Европи. Плата му је износила £300 на годину уз трошкове, те £300 пензије по години; отприлике двоструко више него његов претходни приход као учитељ.
Прво путовање му је било у Тулуз у Француској где се задржао годину и по. Након јужне Француске група се преселила у Женеву, где је упознао Волтера. Из Женеве преселили су у Париз, где је упознао бројне знамените људе тога времена, као што су нпр.: Бенџамин Френклин, Ан Робер Жак Тјурго, Жан д'Аламбер, Андре Морелет, Хелвециус и Франсоа Кене.
Године 1766. у Паризу преминуо је млађи брат Хенрија Скота и Смитова путовања као тутор су се завршила. Вратио се кући у Керколди, где је десетак година посветио „Богатству народа“.
У мају 1773. Смит је изабран за члана Краљевског друштва у Лондону. „Богатство народа“ је издато 1776. и било је одмах успешно. Прво издање је распродано у шест месеци.
Године 1778. добио је радно место у царини у Шкотској те је преселио код своје мајке у Единбург, тачније Канонгејт, дворац „Пејнмур хаус“.  Пет година касније добио је краљевску повељу, чиме је аутоматски постао један од оснивача Краљевског друштва Единбурга (енгл. Royal Society of Edinburgh), у којем је од 1787. до 1789. имао почасно место Лорда ректора универзитета у Глазгову (енгл: Lord Rector of the University of Glasgow). Преминуо је у Единбургу 17. јула 1790. На самртној постељи, Смит је рекао да је разочаран што није постигао више.
За собом је у својој библиотеци оставио бројне записе и необјављене материјале. Смитова два пријатеља из шкотског академског света: физичар и хемичар Џосеф Блек, те геолог Џејмс Хатон, су прегледала материјале, те према његовим жељама све што није било вредно објављивања уништили. Библиотеку је наследио Дејвид Даглас, који је живео са Смитом, а касније је подељена између Дагласове деце.

## Идеје
Основна Смитова идеја, која га је учинила славним, јесте да рад појединца у рационалном сопственом интересу у слободној економији води повећању благостања свих. Та идеја представља темељ тржишне привреде, односно показује како наизглед хаотичан тржишни систем поседује унутрашњу логику и покорава се регулацији тзв. невидљиве руке тржишта. Да би неко зарадио новац у сопственом интересу, он мора да на конкурентском тржишту пружи другима нешто што они цене и сматрају одговарајућом противвредношћу, чиме и несвесно и невољно потпомаже њихове интересе. Како је Смит рекао: “Не очекујемо ми вечеру од добродушности месара, пивара и пекара, већ од њиховог чувања властитог интереса“. Значи, уколико се поштују туђи живот, имовина уговори на основу којих људи тргују добрима, обезбеђен је основни начин усклађивања различитих интереса - тржиште. Полазећи од свог интереса, појединци ће сами знати шта се може продати и то ће производити, те стога нема потребе да се било ко са стране меша у тржишну размену и одређује појединцима шта да производе, у којим количинама и по којим ценама.
У складу с тим, Смит је био уверљиви заговорник слободне трговине како унутар земље, тако и у међународној трговини. Његово дело представља снажан напад на тада преовлађујући концепт меркантилизма, по коме је најважнија ствар за једну земљу количина злата у трезорима и по коме је држава дужна да поправља трговински биланс широким интервенционизмом. А Смит је доказивао да је слободна трговина између земаља корисна за све, тј. да она повећава доходак и једне и друге земље. Сматрао је да је слободна трговина боља у односу на модел протекционизма.
Раширена је заблуда да Смит, као поборник тржишног система, негира сваку улогу државе. Смит верује да држава може донети велику корист економском животу уколико чини праве ствари, као што су заштита уговора и патената, државно образовање за сиромашне и инфраструктурни пројекти (путеви, мостови итд). Како је рекао: “Мало тога је потребно да се од најгорег варваризма стигне до највишег благостања осим мира, ниских пореза и ваљаног дељења правде; све остало доноси природан поредак ствари”.
Главног покретача економског просперитета сваке земље Смит је видео у подели рада и њеном све већем ширењу. Подела рада доноси све већу специјализацију знања и вештина радника, са којом иде све већа ефикасност производње.

## Теорија апсолутних предности
Најбоља политика државе је лесе фер политика (немешање државе у привредне послове). Ову идеју такође треба посматрати у контексту времена кад је настала, јер су државе својим деловањем (растрошност, паразитизам) углавном негативно утицале на друштвену вредност. Џон Мејнард Кејнс, 200 година касније, износи идеју другачије улоге државе у економским односима. Сврха економске политике је повећање богатства народа, али у облику роба, не злата. Повећање богатства ће се најбоље остварити ако се предузетнику остави аутономија у доношењу одлука шта, колико, када, како, и за кога производити. У настојању да максимализује свој профит, предузетник улаже свој капитал тамо где ће остварити највећу производњу те на тај начин бива вођен невидљивом руком.
Ако једна земља може произвести неку робу ефикасније него нека друга, каже се да она има апсолутну предност у производњу те робе. Ефикасност производње се мери утрошком рада у производњи јединице производа.
Апсолутне предности неке земље могу бити природне (клима, тло, природна богатства и сл.) и стечене (знање, вештина и др.). Ако земља А има апсолутну предност у производњи једног производа, она ће се специјализовати у производњи тог производа и део те производње размењивати за производ земље Б у којем земља Б апсолутну предност. На тај начин ће укупна производња и потрошња бити већа и у земљи А и у земљи Б.

## Утицај
Адам Смит се сматра оцем савремене економске науке и родоначелником либералне школе у економској науци. Многе од важних идеја постојале су и пре Смита, али их је он искористио на добар начин створивши свеобухватно и уверљиво дело. Његово Богатство народа представља основно дело класичне политичке економије и припада групи књига са највећим утицајем у историји. Та књига је извршила преврат у економским идејама с краја XVIII века, одбацујући меркантилизам, и интелектуално утемељила савремени капиталистички економски поредак. Током једног дела 20. века, у време ширења државног интервенционизма и комунизма, Смитова слава била је помрачена, али је обновљена током 1980-их година и касније, са ширењем либералних идеја на западу и падом комунизма на истоку.